# María Pérez García
María Pérez García (* 29. April 1996 in Orce, Provinz Granada) ist eine spanische Geherin. Zu ihren größten sportlichen Erfolgen zählen die Siege bei den Weltmeisterschaften 2023 in Budapest über 20 und 35 km, der Olympiasieg 2024 im Mixed-Marathon sowie der Titel bei den Europameisterschaften 2018 in Berlin über die 20-Kilometer-Distanz. Seit Mai 2023 ist sie Inhaberin des Weltrekords über die 35-km-Distanz.

## Sportliche Laufbahn
María Pérez nimmt seit 2013 an internationalen Großevents teil. Sie qualifizierte sich für die U18-Weltmeisterschaften in Donezk, wo sie über die 5000-Meter-Distanz den siebten Platz belegte. Im darauffolgenden Jahr nahm sie erneut an Juniorenweltmeisterschaften teil, diesmal an denen der U20 im Leichtathletik-Mekka der USA, in Eugene. Dort belegte sie über die doppelte Distanz den fünften Rang.
Bei den U20-Europameisterschaften in Eskilstuna erreichte sie den vierten Platz. Für die 10.000-Meter-Distanz benötigte sie rund eine halbe Minute weniger als ein Jahr zuvor bei den Weltmeisterschaften. Seit 2017 läuft sie die 20-Kilometer-Distanz. Bei den U23-Europameisterschaften im polnischen Bydgoszcz gewann sie in 1:31:29 h die Silbermedaille. Bei den anschließenden Weltmeisterschaften in London nahm sie erstmals an einem Großevent im Erwachsenenbereich teil. Sie verbesserte ihre Zeit um fast zwei Minuten und belegte damit den insgesamt zehnten Platz.
Mit ihrem Sieg bei den Europameisterschaften 2018 in Berlin erzielte sie ihren bislang größten sportlichen Erfolg. Mit einer Zeit von 1:26:36 h verbesserte sie nicht nur ihre Bestzeit um drei Minuten, sondern stellte damit zugleich einen neuen spanischen und einen U23-Rekord auf. Ein Jahr später belegte sie bei den Weltmeisterschaften in Doha in 1:35:43 h den achten Platz. 2021 nahm sie zum ersten Mal an den Olympischen Sommerspielen teil. Den Wettkampf über 20 km absolvierte sie in 1:30:05 h und verpasste damit als Vierte knapp die Medaillenränge. Ein Jahr später trat sie in Eugene zu ihren dritten Weltmeisterschaften an, wurde allerdings im Wettkampf über 20 km disqualifiziert. Das Gleiche geschah ihr auch während des Wettkampfes bei den Europameisterschaften in München. 2023 stellte sie zunächst im März in 1:25:30 h eine neue 20-km-Bestzeit auf. Seit Mitte Mai ist sie Inhaberin des Weltrekords über 35 km, nachdem sie im tschechischen Podebrady die Strecke in 2:37:15 h absolvierte.
Am 20. August 2023 feierte García ihren bisher größten Erfolg. Sie gewann bei den Weltmeisterschaften 2023 in Budapest den Weltmeistertitel über 20 km. Ein paar Tage später krönte sie sich mit dem Sieg auch über 35 km zur Doppelweltmeisterin. Im Ziel hatte sie mehr als zwei Minuten Vorsprung auf die Zweitplatzierte, Kimberly García León. 2024 konnte García, nach Bronze 2021, diesmal Silber über die 20 km bei den Olympischen Sommerspielen in Paris gewinnen. Wenige Tage später konnte sie in der erstmals ausgetragenen Marathon-Mixed-Staffel zusammen mit ihrem Teamkollegen, Álvaro Martín, die Goldmedaille gewinnen.
Im Oktober 2023 wurde sie als eine von elf Sportlerinnen für die Auszeichnung als Welt-Leichtathletin des Jahres 2023 nominiert.

## Wichtige Wettbewerbe
| Jahr                | Veranstaltung             | Ort                 | Platz               | Disziplin           | Zeit                |
| Startet für Spanien | Startet für Spanien       | Startet für Spanien | Startet für Spanien | Startet für Spanien | Startet für Spanien |
| ------------------- | ------------------------- | ------------------- | ------------------- | ------------------- | ------------------- |
| 2013                | U18-Weltmeisterschaften   | Donezk              | 7.                  | 5 km Gehen          | 23:48,11 min        |
| 2014                | U20-Weltmeisterschaften   | Eugene              | 5.                  | 10 km Gehen         | 44:57,30 min        |
| 2015                | U20-Europameisterschaften | Eskilstuna          | 4.                  | 10 km Gehen         | 44:19,05 min        |
| 2017                | U23-Europameisterschaften | Bydgoszcz           | 2.                  | 20 km Gehen         | 1:31:29 h           |
| 2017                | Weltmeisterschaften       | London              | 10.                 | 20 km Gehen         | 1:29:37 h           |
| 2018                | Europameisterschaften     | Berlin              | 1.                  | 20 km Gehen         | 1:26:36 h           |
| 2019                | Weltmeisterschaften       | Doha                | 8.                  | 20 km Gehen         | 1:35:43 h           |
| 2021                | Olympische Sommerspiele   | Tokio               | 4.                  | 20 km Gehen         | 1:29:12 h           |
| 2022                | Weltmeisterschaften       | Eugene              |                     | 20 km Gehen         | DSQ                 |
| 2022                | Europameisterschaften     | München             |                     | 20 km Gehen         | DSQ                 |
| 2023                | Weltmeisterschaften       | Budapest            | 1.                  | 20 km Gehen         | 1:26:51 h           |
| 2023                | Weltmeisterschaften       | Budapest            | 1.                  | 35 km Gehen         | 2:38:40 h           |
| 2024                | Olympische Sommerspiele   | Paris               | 2.                  | 20 km Gehen         | 1:26:19 h           |
| 2024                | Olympische Sommerspiele   | Paris               | 1.                  | Marathon Gehen      | 2:50:31 h           |

## Persönliche Bestleistungen
- 10.000 m Bahngehen: 43:42,04 min, 26. Juni 2021, Getafe
- 10-km-Gehen (Straße): 43:36 min, 31. Januar 2021, Antequera
- 20-km-Gehen: 1:25:30 h, 26. März 2023, Córdoba, (spanischer Rekord)
- 35-km-Gehen: 2:37:15 h, 21. Mai 2023, Poděbrady, (Weltrekord)